# Pałac w Trybuchowcach
Pałac w Trybuchowcach – pałac wybudowany w Trybuchowcach.

## Opis
Murowany, rozległy pałac wybudowany pod koniec XIX w. przez Kornela Horodyskiego. Obiekt posiadający akcenty neogotyckie wysadzony został przez Niemców w 1944 r. Pozostałości pałacu całkowicie rozebrano w 1957 r.